# Sneferka
Sneferka je Horovo ime staroegipčanskega kralja, ki je morda vladal proti koncu Prve dinastije. Natančna dolžina njegovega vladanja ni znana, domneva pa se, da je bila zelo kratka. Njegov kronološki položaj je nejasen.

## Ime
Sneferkovo Horovo ime je zaradi nenavadnega tipografskega razporeda hieroglifov znotraj sereka še vedno predmet raziskav.  Ime se bere na več načinov: Seneferka, Sneferka, Neferseka in Sekanefer. Horovo ime Sneferka se pojavlja na več posodah iz skrilavca in alabastra. Prvo od njih so odkrili v mastabi visokega uradnika, ki je služil pod kraljem Kaajam. Drugo so odkrili v podzemnih galerijah Djoserjeve stopničasta piramide, tretjo pa v mastabi anonimnega  pokojnika v Sakari. Četrti artefakt s Sneferkajevim imenom je v zbirki Georgesa Michailidisa. Zaradi neznanega porekla arheologi in egiptologi dvomijo v njegovo pristnost. Razen tega na sereku ni Horovega  sokola, kar je za tisto obdobje egipčanske zgodovine skrajno nenavadno.

## Identiteta
Razen Sneferkajevega sereka napisi omenjajo tudi številne institucije in kraje, ki so znani  že iz najdb iz Kaajeve vladavine. Imenujejo se Qau-Netjeru (Povzdigovanje bogov) in Ah-Netjer (Božanska palača). Egiptologi, med njimi Peter Kaplony, ugotavljajo, da napisi dokazujejo kronološko bližino kralju Kaaju  ali da je ime Sneferka  alternativno ime, ki ga je krajši čas uporabljal Kaa.
Na dveh  artefaktih z različnima porekloma je serek kralja, katerega ime je zaradi slabe čitljivosti zelo sporno. Na napisu je prepoznaven samo ptič, zato so spornega kralja poimenovali Hor Ptič. Egiptologi, med njimi Wolfgang Helck in Peter Kaplony, so prepričani, da sta se Sneferka in Hor Ptič spopadla za egipčanski prestol. Spopadi so dosegli višek s plenjenjem kraljevega pokopališča v Abidu, ki se je potem opustilo. Bitko za prestol je morda končal ustanovitelj Druge egipčanske dinastije, kralj Hotepsekemvi. Dokaz za to trditev je Hotepsekemvijevo Horovo ime, ki pomeni »Dve sili sta se pobotali«. Ime bi lahko pomenilo, da se je Egipčansko kraljestvo po odobju razprtij ponovno združilo.